# Boschkapelle
Boschkapelle est une ancienne commune et un ancien village néerlandais de la commune de Hulst, dans la province de Zélande.
Le village a été créé au XVIIe siècle, suite la construction d'une chapelle pour des mercenaires catholiques. Boschkapelle était situé dans un polder assez bas, et a souvent été touché par les inondations.

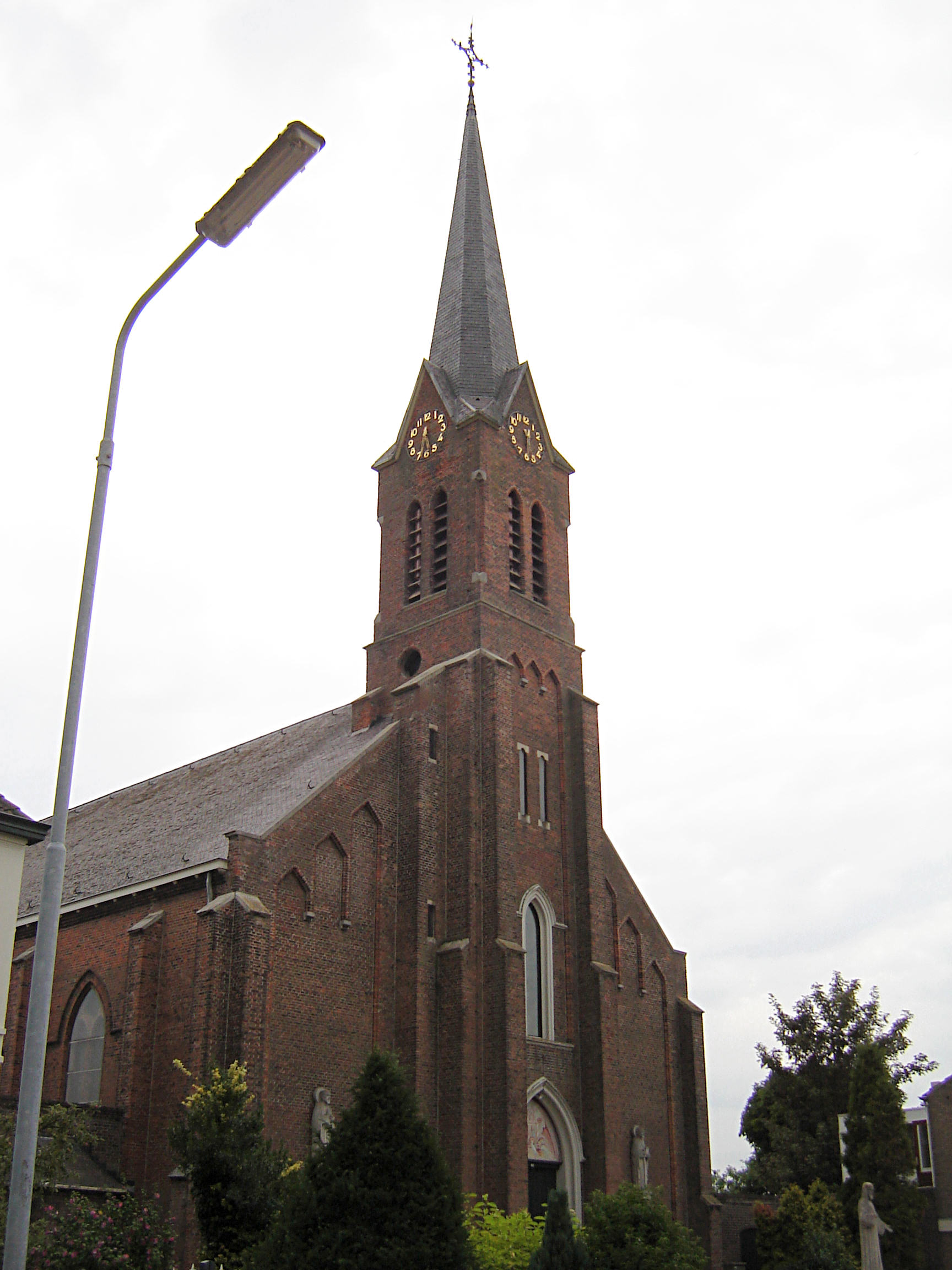
Église Sts Pierre et Paul

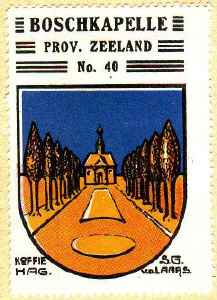
Blason philatélique

En 1936, Boschkapelle fusionne avec Stoppeldijk, Hengstdijk et Ossenisse pour former la nouvelle commune de Vogelwaarde. Lorsqu'en 1970 la commune de Vogelwaarde est supprimée et rattachée à Hontenisse, les villages de Boschkapelle et Stoppeldijk furent rassemblés sous le nom de Vogelwaarde et considérés comme un seul village.